# Tom Thill

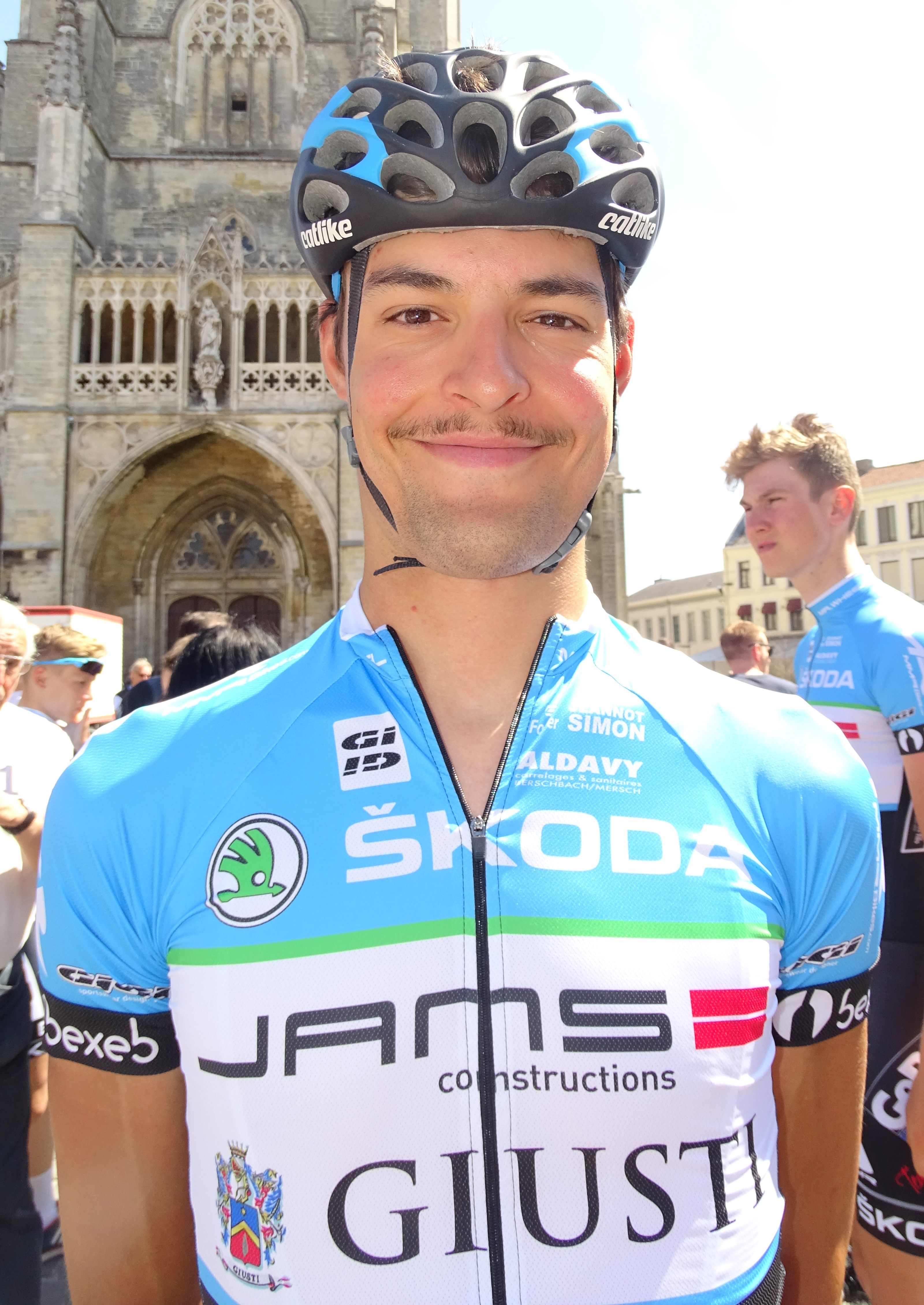
Tom Thill (2015)

Tom Thill (* 31. März 1990 in Luxemburg) ist ein Luxemburger Cyclocross- und Straßenradrennfahrer.
Tom Thill wurde 2005 Luxemburger Meister im Straßenrennen der Juniorenklasse. 2007 wurde er in Leudelingen Luxemburger Meister im Cyclocross der Juniorenklasse. Auf der Straße gewann er den nationalen Meistertitel im Einzelzeitfahren. Diesen Titel konnte er 2008 erfolgreich verteidigen. Seit 2009 fährt Thill für das Luxemburger Continental Team Differdange-Apiflo Vacances.
2013 gewann er bei den Spielen der kleinen Staaten von Europa die Bronzemedaille im Straßenrennen.

## Erfolge – Straße
2005
- Luxemburger Meister – Straßenrennen (Junioren)

2007
- Luxemburger Meister – Einzelzeitfahren (Junioren)

2008
- Luxemburger Meister – Einzelzeitfahren (Junioren)

2015
- Gewinner Tour de Hongrie

## Erfolge – Cyclocross
2006/2007
- Luxemburger Meister (Junioren)

## Teams
- 2009 Continental Differdange
- 2010 Continental Differdange
- 2011 Differdange-Magic-SportFood.de
- 2012 Differdange-Magic-SportFood.de
- 2013 Leopard-Trek Continental Team
- 2014 Leopard Development Team